# Batalla de Camarón
La batalla de Camarón (Bataille de Camerone en francés) fue un conflicto que tuvo lugar el 30 de abril de 1863 entre la Legión Extranjera Francesa y el Ejército Mexicano cerca de la localidad de Camarón de Tejeda, Veracruz.

## Antecedentes
Durante la segunda intervención francesa en México, en 1863 el ejército francés sitiaba la Ciudad de Puebla; tras el fracaso del año anterior en la batalla de Puebla el 5 de mayo de 1862.
El 29 de abril de 1863, un destacamento francés partió desde el puerto de Veracruz con 64 carretas y 2 mil mulas con municiones y 14 millones de francos (casi 3 millones de pesos) en plata y oro. El coronel Pierre Joseph Jeanningros al mando de la Legión Extranjera y tras recibir información sobre la movilización de tropas mexicanas en la zona decidió mandar a la 3.ª compañía del primer batallón bajo el mando del capitán Jean Danjou para hacer reconocimiento y, si contactaban al convoy, proporcionarle escolta. La 3.ª compañía contaba con dos oficiales y 62 legionarios, con 60 balas por soldado y algunas mulas de carga.

## Contienda
El 29 de abril Danjou pensaba salir del campamento inmediatamente y llegar hasta Palo Verde (a 35 kilómetros de Veracruz) al amanecer, donde haría un reposo de dos horas; luego hacia la Soledad. Marchan durante la noche del 29 al 30 de abril. A mitad de camino arriban a Paso del Macho, donde se encuentra con otro campamento de la Legión Extranjera a cargo del Capitán Saussier, que les ofrece refuerzos, los cuales rechaza.
A las seis de la mañana la 3.ª compañía llega a un pequeño rancho abandonado que ignoran que se llama Camarón. Hacen una pausa para el café. Luego se dividen en dos secciones: una comienza su avance hacia Palo Verde, la otra se aproxima al bosque cercano. A lo lejos un legionario divisa una nube de polvo; se trata de una patrulla de 20 exploradores al mando del Capitán Sebastián Campos y una parte de los lanceros de Orizaba al mando del Comandante Joaquín Jiménez, que habían salido del pueblo de Matlaluca para dar inicio a una exploración rumbo a La Joya. Los legionarios se repliegan hacia el poblado.
A las siete de la mañana del 30 de abril de 1863 el escuadrón de lanceros avanza hacia los legionarios que forman cuadro y hacen la primera descarga. Los lanceros se repliegan y se dividen en dos grupos para buscar el flanco de los franceses. Nuevas descargas. El ataque se frustra pero la mulas se escapan, siendo capturadas por lo jinetes mexicanos, quedándose los legionarios sin provisiones ni municiones extras. El Capitán Campos se dirige a informar al general Francisco de Paula Milán que se encuentra en su base de La Joya a unos 8 kilómetros de Camarón.
El general Francisco de Paula Milán llega al lugar del combate con una parte de sus tropas. Danjou ordena desplazarse a paso ligero hacia la hacienda la Trinidad. No consiguen llegar sin tener que repeler otro ataque de la caballería, que producen nuevas bajas entre los legionarios. Eran las nueve horas del 30 de abril de 1863. Dentro de la hacienda los legionarios se parapetan y abren aspilleras en las paredes para hacer fuego. Danjou ordena al Sargento Morziki subir al techo para observar al enemigo. El sargento le comunica que están rodeados por "miles" de enemigos.
Poco después un jinete se aproxima con una sábana blanca como bandera; es el Teniente Ramón Layne (o Lainé), mexicano hijo de francés, alumno del Colegio Militar de México, que se acerca a unos diez metros de la hacienda y pide la rendición. Les expuso que si se rendían les respetarían la vida, a lo que el capitán Danjou contesta por medio de un sargento: "Ni hablar de rendirse, tenemos cartuchos". Danjou esperaba que la guarnición del capitán Saussier desde Paso del Macho escucharan los tiros y acudieran en su ayuda. Minutos más tarde, a las nueve, la caballería mexicana realiza una carga sobre la hacienda, pero los legionarios los hacen retirarse. En este combate muere el Capitán Danjou, el mando es asumido por el Teniente Jean Vilain de 27 años.

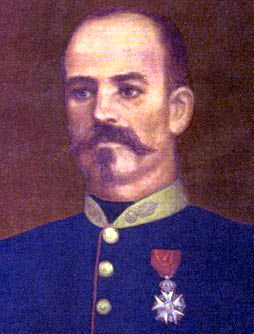
Capitán Jean Danjou

Ataque tras ataque los mexicanos ganan terreno y ocupan los muros externos y los establos, replegándose los legionarios hacia los muros del patio central de la hacienda. Milán les ofrece nuevamente la rendición. Un sargento legionario contesta: "Váyase a la mierda, usted, sus mexicanos y su coronel". Alrededor de las 12:30 horas los legionarios escucharon el toque de corneta, de a degüello; no habría cuartel para los franceses. Los mexicanos inician el ataque por los flancos. A las dos de la tarde el teniente Vilain es abatido por francotiradores mientras atravesaba el patio. El Subteniente Maudet asume el mando. En esos momentos llega el resto de la infantería de Milán, serán unos 650 de infantería y 200 caballos los que allí se concentraron en total. 
Para las cinco de la tarde los mexicanos incendian los techos de la hacienda, el humo llenó los patios y los mexicanos avanzaron mejorando sus posiciones. Maudet, para entonces, ya solo cuenta con 16 hombres en total. El fuego de los defensores se fue opacando; esto permitió que el teniente coronel Cambas, con hombres del batallón Córdoba, entrara al interior para luchar cuerpo a cuerpo. Al cabo de once horas de combate, sólo tres hombres se encuentran todavía dispuestos a resistir: los cabos Maine y Berg, y el soldado polaco Wensel; todos los demás están heridos de gravedad o muertos. Los milicianos mexicanos titubean si acabarlos o perdonarles la vida. 
A las seis de la tarde los soldados de la Legión han sido aniquilados, 33 han muerto y 31 son hechos prisioneros, casi todos heridos, 19 de estos, graves, morirán en las próximas semanas. El general Milán reportará sus bajas: 1 coronel muerto, 3 tenientes y capitanes heridos y nuestras pérdidas en la clase de tropa han sido 16 muertos y 18 heridos. Al término de la batalla, Milán ordenó que se enterraran los muertos de ambos bandos en una fosa común.

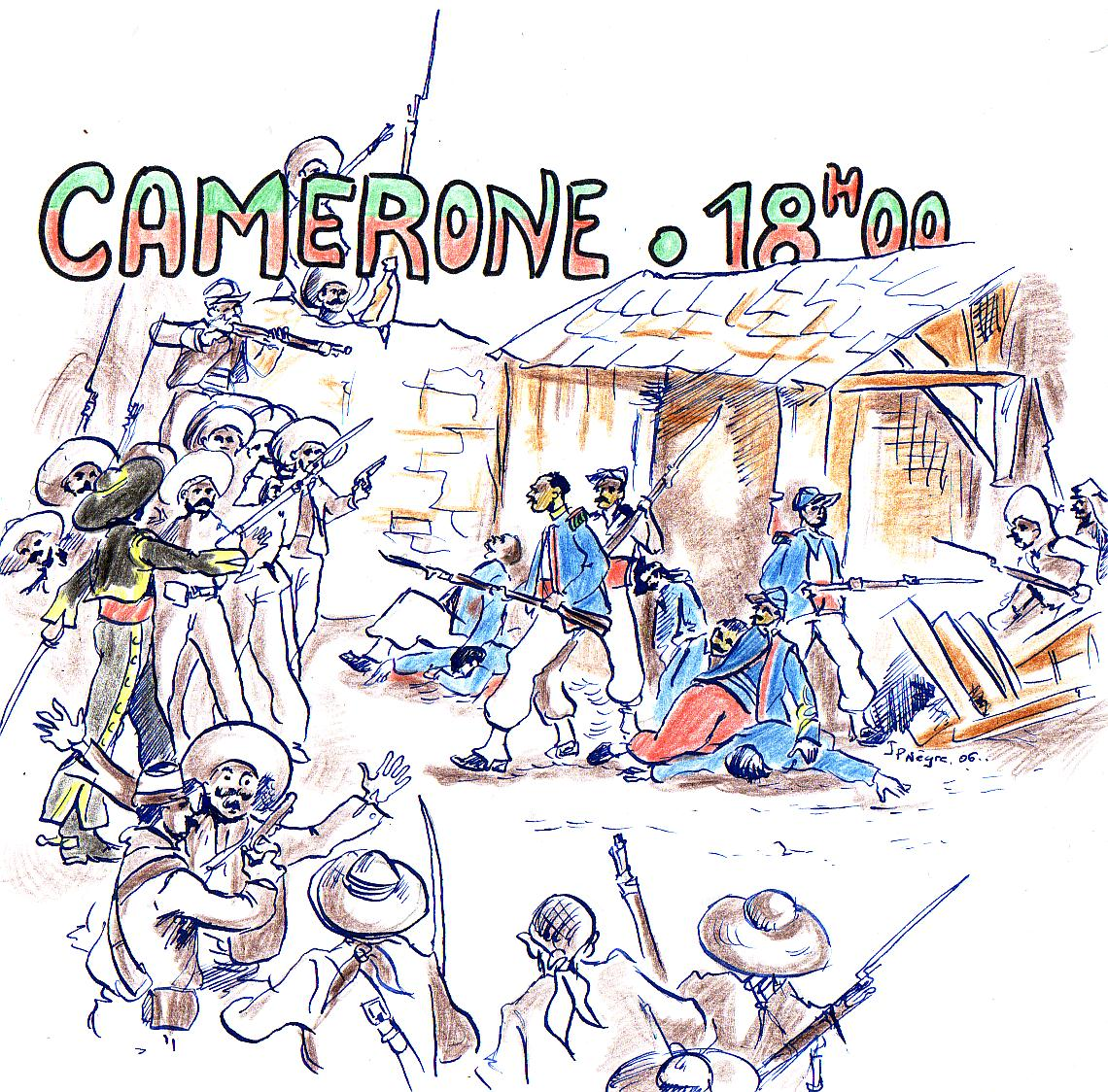
Afiche francés de la Batalla de Camarón

## Orden de Batalla de la 3.ª Compañía
Este orden de batalla no coincide con el de la 3.ª compañía del regimiento extranjero que participó en la intervención en México, sino con el de la compañía de marcha formada para la misión de escolta de convoyes, en particular en lo que se refiere a la oficialidad.
- Oficiales: capitán Jean Danjou , segundo teniente Clément Maudet y segundo teniente Jean Vilain.
- Suboficiales: Sargento Mayor Henri Tonel, Sargentos Jean Germeys, Louis Morzycki, Alfred Palmaert y Charles Schaffner.
- Cabos: Évariste Berg , Adolphe Del Caretto, Amé Favas, Charles Magnin, Philippe Maine y André Pinzinger.
- Tambor: Casimir Lai.
- Legionarios: Jean Baas, Aloyse Bernardo, Gustave Bertolotto, Claude Billod, Antoine Bogucki, Félix Brunswick, Nicolas Burgiser, Georges Cathenhusen, Victor Catteau, Laurent Constantin, Constant Dael, François Daglincks, Hartog De Vries, Pierre Dicken, Charles Dubois, Frédéric Friedrich , Frédéric Fritz, Georges Fursbaz, Aloïse Gaertner, Léon Gorski, Louis Groux, Hiller, Emile Hipp, Adolphe Jeannin, Ulrich Konrad, Hippolyte Kuwasseg, Jean Kurz, Félix Langmeier, Frédéric Lemmer, Jean-Baptiste Leonhard, Louis Lernoud, Edouard Merlet, Joseph Rerbers, Jean-Guillaume Reuss, Louis Rohr, Hernann Schifer, Joseph Schreiblich, Jean Seffrin, Daniel Seiler, Joseph Sergers, Louis Stoller, Jean-Louis Timmermans, Pharaon Van Del Bulke, Jacques Van Der Meersche, Luitpog Van Opstal, Henricus Vandesavel, Jean-Baptiste Verjus, Geoffroy Wensel, Karl Wittgens y Nicolas Zey.

## Armas francesas
Los legionarios están equipados con rifles monotiro de avancarga: el fusil Minié 7. El cañón está estriado, lo que aumenta la precisión. El daño causado por la bala Minié es generalmente devastador. Cada legionario tiene munición para 60 rondas.

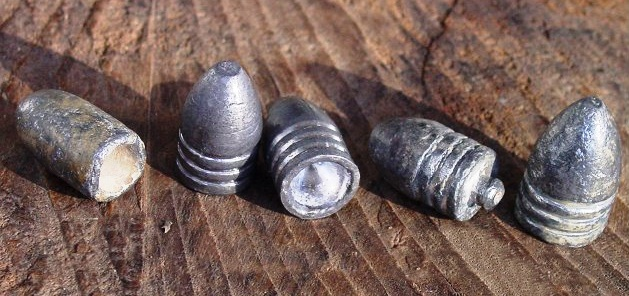
Varios tipos de balas Minié.

## Armas mexicanas
Los mexicanos tienen armas anticuadas, que consisten esencialmente en rifles de pedernal. Parece que también se utilizaron rifles de repetición, entregados por el Ejército de la Unión Estados Unidos, pero en cantidades limitadas ya que solo uno de los tres batallones de infantería mexicanos que participan en la contienda la tiene.

## Consecuencias
Las bajas fueron significativas: de toda la compañía, la mitad murieron o fueron heridos de gravedad. Los heridos fueron trasladados a los hospitales de Huatusco y Xalapa, donde recibieron asistencia médica. Tres meses después de la batalla se produjo el primer intercambio de prisioneros en el que fueron liberados ocho franceses a cambio de doscientos mexicanos.
Por decreto del 4 de octubre de 1863, el ministro de Guerra, el general Randon ordenó que el nombre de "Camerone" estuviese inscrito en la bandera del regimiento de la legión extranjera. Además, el Emperador Napoleón III decidió que los nombres de Danjou, Vilain y Maudet fueran marcados en el palacio de Los Invalidos.
En 1892 se erigió un monumento en el lugar del combate en el que rezaba una inscripción en latín, pero el estado de abandono del memorial hizo que en 1948, el coronel Penette mandara levantar otro inaugurado en 1963 y conservado por la asociación Camerone A.C en el que figura la misma inscripción en francés:

Francés
Ils furent ici moins de soixante
Opposés à toute une armée.
Sa masse les écrasa.
La vie plutôt que le courage
Abandonna ces soldats Français
A Camerone le 30 avril 1863
Español
Eran menos de sesenta
Contra todo un ejército
Al que batallaron hasta la extenuación
Y que la vida, antes que el valor, abandonase
A los soldados franceses
30 de abril de 1863 en Camarón

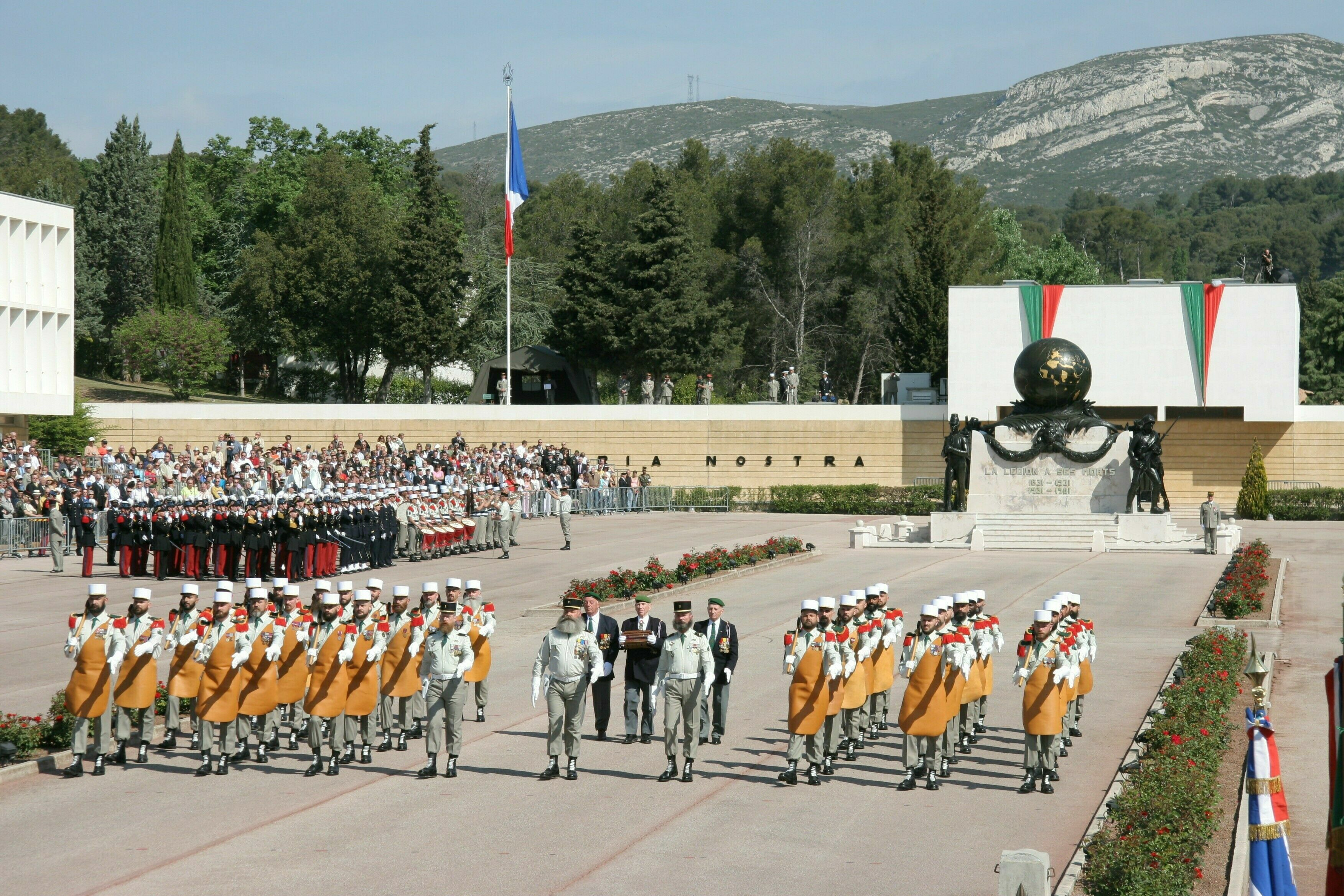
Desfile militar de 2006 en Aubagne en conmemoración por la batalla de Camarón.

El 30 de abril, durante todos los años el gobierno francés celebra ceremonias en memoria de los caídos con un desfile militar. A estas ceremonias suelen asistir representantes del ejército francés y de veteranos jubilados de la legión francesa.

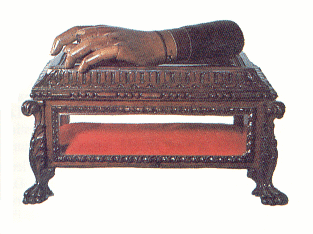
La mano protésica de Danjou es considerada la reliquia más venerada por la legión francesa.

La conducta atribuida a la legión en esta cita fue mitificándose y Camarón fue sinónimo de coraje y de lucha hasta la muerte.
El capitán Danjou fue un militar que perdió la mano izquierda durante una expedición en Argelia, por lo que tuvo que llevar una prótesis en su antebrazo. Esta prótesis está considerado el objeto más valioso de la legión y aquel legionario que la porte durante un desfile lo considera un honor.